# Euselasia orfita
Espèce
Euselasia orfita est un insecte lépidoptère appartenant à la famille  des Riodinidae et au genre Euselasia.

## Dénomination
Euselasia orfita a été décrit par Pieter Cramer en 1777 sous le nom de Papilio orfita
Une forme a été décrite :Euselasia orfita eutychus f. truculenta Stichel, 1924; présent au Brésil.

## Description
Euselasia orfita est un papillon d'une envergure d'environ 38 mm de couleur noire orné d'une bande bleu violet métallique, séparant l'apex aux antérieures et marginale aux postérieures.  L'autre face de couleur marron roux rayé de beige avec une ornementation marginales de trois ocelles triangulaires à l'apex et aux postérieures d'un zigzag avec au centre un gros ocelle noir.

## Écologie et distribution
Euselasia orfita est présent en Guyane, Guyana, au Surinam en Équateur, en Bolivie et au Brésil.

### Biotope
Il réside dans la forêt tropicale.